# Сент Томас (Северна Дакота)
Сент Томас (енгл. St. Thomas) град је у америчкој савезној држави Северна Дакота.

## Демографија
По попису из 2010. године број становника је 331, што је 116 (-26,0%) становника мање него 2000. године.
| Група             | 2000.       | 2010.       |
| Белци             | 361 (80,8%) | 263 (79,5%) |
| Афроамериканци    | 0 (0,0%)    | 0 (0,0%)    |
| Азијати           | 0 (0,0%)    | 0 (0,0%)    |
| Хиспаноамериканци | 85 (19,0%)  | 65 (19,6%)  |
| Укупно            | 447         | 331         |